# Tourská církevní provincie

Tourská církevní provincie na mapě Francie

Tourská církevní provincie (lat. Provincia Turonensis, franc. Province ecclésiastique de Tours) je římskokatolickou církevní provincií, ležící v regionu Centre-Val de Loire ve Francii. V čele provincie stojí arcibiskup–metropolita z Tours. Provincie vznikla v 5. století, kdy byla povýšena tourská diecéze na arcidiecézi. Současným metropolitou je arcibiskup Bernard-Nicolas Aubertin.

## Historie
Provincie vznikla spolu s povýšením tourské diecéze na metropolitní arcidiecézi v průběhu 5. století. V současné době má provincie čtyři sufragánní diecéze.

## Členění
Území provincie se člení na pět diecézí:
- arcidiecéze tourská, založena ve 3. století, na metropolitní arcidiecézi povýšena v roce 1317
  - arcidiecéze bourgeská, založena jako arcidiecéze ve 3. století, od 8. prosince 2002 je sufragánní arcidiecézí
  - diecéze bloiská, založena 1. července 1697
  - diecéze chartreská, založena ve 3. století
  - diecéze orleánská, založena ve 3. století